# Proces berliński (1847)

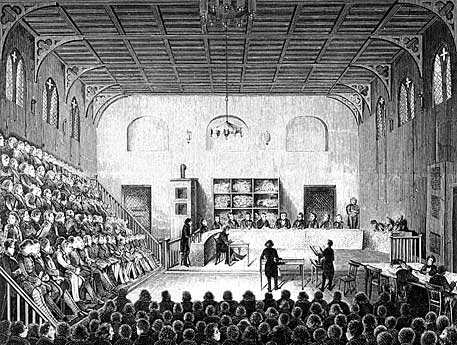
Proces berliński
drzeworyt (1847)

Proces berliński (niem. Berliner Polenprozess) – proces sądowy władz pruskich przeciwko 254 uczestnikom konspiracji polskiej na terenie zaboru pruskiego zrzeszonych w Centralizacji Poznańskiej i Związku Plebejuszy oskarżanych o przygotowanie powstania wielkopolskiego w 1846.
Na ławie oskarżonych znaleźli się m.in. Ludwik Mierosławski, Karol Libelt, Maciej Palacz, Władysław Niegolewski, Florian Ceynowa, Leon Kapliński. Przebieg procesu wzmógł sympatie europejskiej opinii publicznej dla narodu polskiego.  
Wyrokiem z 2 grudnia 1847 spomiędzy 254 oskarżonych skazano 58 osób. Skazano: 
- na śmierć: 8 osób.
- na dożywotnią fortecę: 7 osób
- na 25 lat fortecy: 7 osób
- na 20 lat: 8 osób
- na 8 lat: 26 osób
- na 6 lat: 1 osoba
- na 2 lata: 1 osoba

Na śmierć skazani byli: Mierosławski, Kosiński, Stanisław Sadowski, Elżanowski, ks. Łobodzki, Cejnowa, J. Putkamer-Kleszczyński, Kurowski.
Wybuch rewolucji 1848 w Berlinie zmusił króla pruskiego, Fryderyka Wilhelma IV, do ogłoszenia amnestii skazanych Polaków.
Proces opisał w swoich wydanych w 1891 roku Pamiętnikach Aleksander Guttry.